# Modificació de la radiació solar

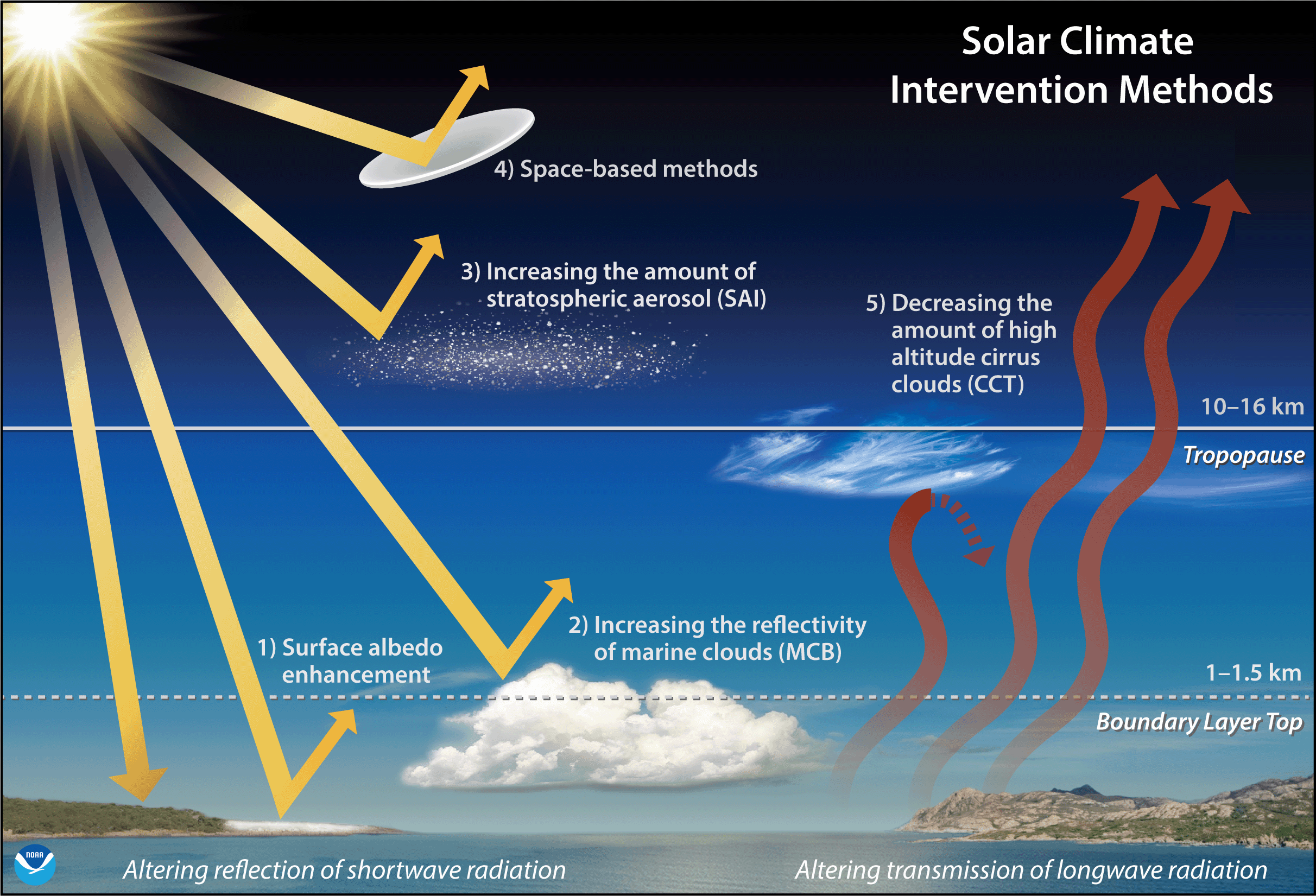
Il·lustració dels diferents mètodes proposats per reflectir més llum solar per reduir la temperatura de la Terra

La modificació de la radiació solar (SRM), o geoenginyeria solar, és un tipus d'enginyeria climàtica en què la llum solar (radiació solar) es reflectiria cap a l'espai exterior per limitar o compensar el canvi climàtic causat per l'home. Hi ha múltiples enfocaments potencials, sent la injecció d'aerosols estratosfèrics la més estudiada, seguida de la brillantor de núvols marins (MCB). L'SRM no substitueix la reducció de les emissions de gasos d'efecte hivernacle, però podria ser una mesura temporal per limitar els impactes del canvi climàtic mentre es redueixen les emissions i s'elimina el diòxid de carboni. Els estudis que utilitzen models climàtics generalment han demostrat que l'SRM podria reduir molts efectes adversos del canvi climàtic. Tanmateix, l'SRM no podria revertir completament el canvi climàtic, perquè una intervenció que compensaria completament l'escalfament global alteraria significativament el cicle de l'aigua i persistiria l'acidificació dels oceans. A més, la confiança en les projeccions actuals de com afectaria l'SRM el clima i els ecosistemes regionals és baixa.
SRM suposaria riscos ambientals. A més de la seva reducció imperfecta dels impactes del canvi climàtic, la injecció d'aerosols estratosfèrics (SAI) podria, per exemple, frenar la recuperació de l'ozó estratosfèric. L'SRM podria refredar ràpidament les temperatures, però si la intervenció s'atura de sobte i no es reprèn, el refredament també s'aturaria aviat, i suposaria greus riscos ambientals. Alguns riscos ambientals poden romandre desconeguts.
Governar l'SRM és un repte per múltiples motius, inclòs el fet que probablement diversos països serien capaços de fer-ho sols. De moment, no hi ha un marc internacional formal dissenyat per regular l'SRM, tot i que serien aplicables aspectes del dret internacional existent. La preocupació més comuna sobre l'SRM és que la seva investigació i avaluació podria soscavar les reduccions de les emissions de gasos d'efecte hivernacle. Així, moltes preguntes sobre el desplegament acceptable de l'SRM, o fins i tot la seva investigació i desenvolupament, actualment estan sense resposta.

## Visió general

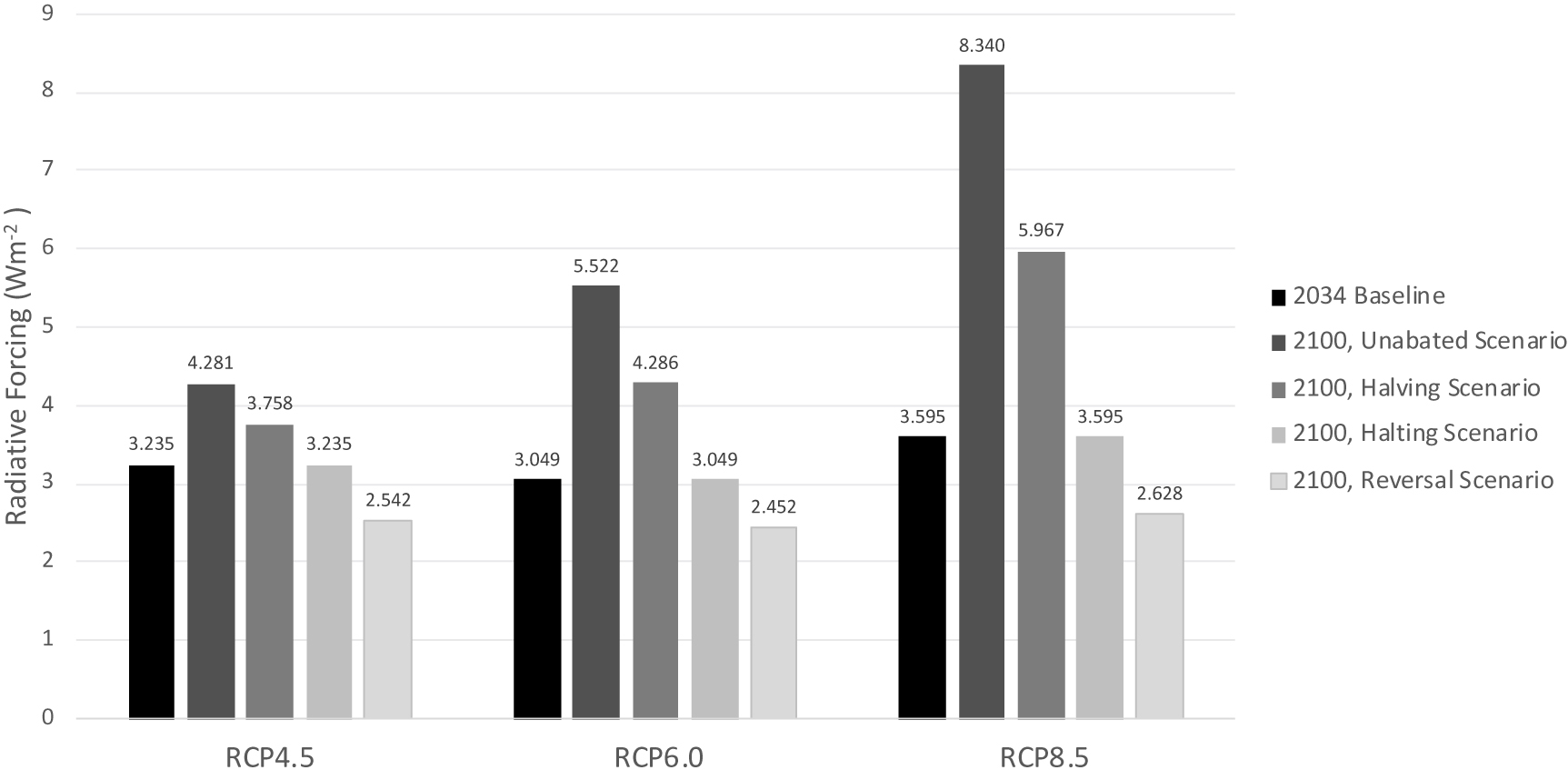
SRM es pot desplegar a diferents escales. Aquest gràfic mostra el forçament radiatiu de referència sota tres escenaris diferents de la via de concentració representativa i com es veuria afectat pel desplegament de SAI, a partir del 2034, per reduir a la meitat la velocitat d'escalfament el 2100, per aturar l'escalfament o per revertir-lo. completament.

SRM (SG, o SRM) augmenta la capacitat de la Terra per desviar la llum solar, per exemple, augmentant l'albedo de l'atmosfera o la superfície. Tot i reduir la temperatura mitjana, no abordaria l'acidificació dels oceans. Els models climàtics projecten que les intervencions SRN tindrien efecte ràpidament, però també s'esvairien ràpidament si no es mantenen. Això significa que els seus efectes directes són efectivament reversibles, però també corre el risc d'un ràpid rebot després d'una interrupció prolongada, de vegades coneguda com a xoc de terminació. L'Acadèmia Nacional de Ciències, Enginyeria i Medicina dels EUA va declarar en un informe de 2021: "La investigació disponible indica que SG podria reduir les temperatures superficials i potencialment millorar alguns riscos que suposa el canvi climàtic (per exemple, per evitar creuar els "punts d'inflexió" crítics del clima); per reduir els impactes nocius dels extrems meteorològics".
Els mètodes SRM inclouen:
- Injecció d'aerosols estratosfèrics, o SAI, en què petites partícules de diòxid de sofre, per exemple, s'injecten a l'atmosfera superior per refredar el planeta tant amb un enfosquiment global com amb un augment de l'albedo.
- Brillant dels núvols marins (MCB), que ruixaria aigua de mar fina per blanquejar els núvols i augmentar així la reflectivitat dels núvols.
- Núvols més prims (CCT), que no és estrictament SRM, però comparteix moltes de les característiques físiques i, sobretot, de governança com els altres mètodes.
- Millora de l'albedo, en què s'utilitzen sostres i reflectors freds per augmentar l'albedo o la reflectivitat de la superfície terrestre per desviar la radiació solar cap a l'espai o per disminuir la necessitat d'aire condicionat i reduir el CO2 com a resultat.

Independentment del mètode utilitzat, hi ha una àmplia gamma d'escenaris potencials de desplegament per a SRM, que difereixen tant en l'escala d'escalfament que han de compensar com en el seu punt final objectiu. Històricament, la majoria dels estudis consideren escenaris relativament extrems on les emissions globals són molt altes i es compensen amb nivells similars de SRM. Més recentment, la investigació va començar a explorar alternatives com l'ús de SRM com a ajuda per evitar fracassar els objectius de l'Acord de París d' 1.5 °C (2.7 °F) i 2 °C (3.6 °F). També s'ha suggerit que el SRM es desplega per reduir a la meitat l'escalfament actual, ja que pot ser menys perjudicial per a les societats i els ecosistemes que intentar assolir els nivells preindustrials. Tanmateix, aquest enfocament també pot augmentar el risc d'inundacions i incendis forestals a Europa. També hi ha hagut propostes per centrar l'ús de l'SRM als pols, per tal de combatre l'amplificació polar de l'escalfament i la disminució del gel marí àrtic associat, el desglaç del permafrost i la fusió de la capa de gel que condueixen a un augment del nivell del mar. Tanmateix, es preveu que el desplegament real fins i tot de les propostes més barates costarà desenes de milers de milions de dòlars anuals, de manera que la decisió de desplegar aquestes intervencions no es prendria a la lleugera.